# سد تاابو
سد تاابو (به لاتین: Taabo Dam) یک سد و نیروگاه برقابی در ساحل عاج است که در ساحل عاج واقع شده‌است.